# Zapłata (film)
Zapłata (ang. Paycheck, 2003) – amerykański film fabularny z gatunku science-fiction i akcji. Jest to film, dla którego stworzono w całości polską ścieżkę dźwiękową. Film wyreżyserował John Woo, a scenariusz oparto na opowiadaniu Philipa K. Dicka.

## Obsada
- Ben Affleck – Michael Jennings
- Aaron Eckhart – James Rethrick
- Uma Thurman – dr Rachel Porter
- Paul Giamatti – Krótki
- Colm Feore – John Wolfe
- Joe Morton – agent Dodge
- Michael C. Hall – agent Klein
- Peter Friedman – generał Brown

i inni

## Wersja polska
Opracowanie wersji polskiej: Start International Polska

Reżyseria: Joanna Wizmur

Dialogi polskie: Anna Niedźwiecka-Medek

Udział wzięli:
- Grzegorz Małecki – Michael Jenings
- Joanna Węgrzynowska – dr Rachel Portel
- Tomasz Steciuk – Krótki
- Jacek Rozenek – James Rethrick
- Cezary Morawski – John Wolf
- Krzysztof Banaszyk – agent Dodge
- Jarosław Boberek
- Izabella Bukowska
- Jarosław Budnik
- Izabela Dąbrowska
- Klaudiusz Kaufmann
- Jacek Kopczyński
- Agnieszka Kunikowska
- Wojciech Paszkowski
- Hanna Polk
- Marek Robaczewski
- Iwona Rulewicz
- Ewa Serwa
- Paweł Szczesny
- Robert Tondera
- Janusz Wituch
- Joanna Wizmur

i inni

## Nagrody
Odtwórca głównej roli Ben Affleck za rolę w tym filmie, a także za role w filmach Gigli i Daredevil, otrzymał nagrodę Złotej Maliny.